# Краківський педагогічний університет
50°04′26″ пн. ш. 19°54′30″ сх. д. / 50.07389° пн. ш. 19.90833° сх. д.
Педагогічний університет імені Комісії національної освіти у Кракові (пол. Uniwersytet Pedagogiczny im. Komisji Edukacji Narodowej w Krakowie) — гуманітарний заклад вищої освіти в польському місті Кракові, заснований у 1946 році.

## Історія
Утворений 11 травня 1946 року як Вища педагогічна школа. Діяльність розпочав 25 жовтня того ж року. Готував учителів початкових класів. Навчальний цикл охоплював 3 роки і закінчувався дипломним іспитом. Починаючи з навчального року 1949/1950, розпочав навчати викладачів середньої школи та діяв у новій організаційній структурі, що базується на факультетах. Одночасно були запроваджена система підрозділів та академічних посад за зразком тодішніх вищих шкіл.
У 1954 році заклад отримав статус університету, в якому навчання тривало 4 роки, а випускники здобували повну університетську освіту та ступінь магістра. Внаслідок реорганізації 1956 року університет отримав значну автономію, впроваджено посаду виборного ректора. З 1958/1959 навчального року навчання було подовжено до 5 років.
У 1959 році університет отримав право на присвоєння докторських ступенів (література, лінгвістика, історія, філософія, політичні науки, біологія, географія, математика, педагогіка, образотворче мистецтво, фізика), а в 1967 році — докторантуру (література, лінгвістика, історія, біологія).
У 1973 році університету присвоєно ім'я Національної комісії народної освіти.
У 1989 році розпочато реорганізацію університету згідно нових норм та засад вищої освіти у Польщі.
1 жовтня 1999 року прийнято Акт про присвоєння закладу назви «Академія педагогіки імені Комісії народної освіти у Кракові», однак 20 листопада 2008 року набув чинності ще один закон, яким академію перейменовано на Педагогічний університет імені Комісії народної освіти у Кракові.

## Структура

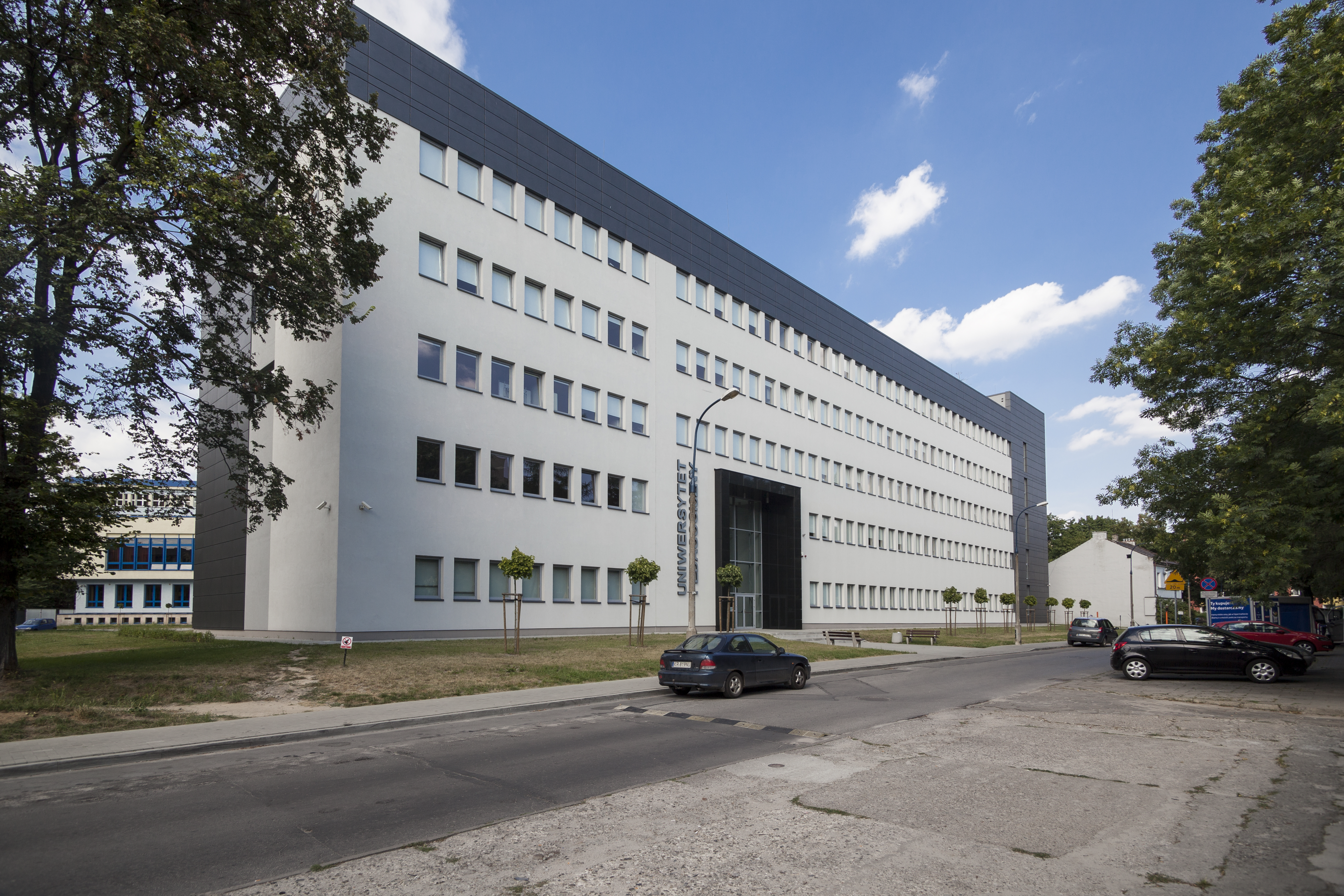
«Новий корпус» університету

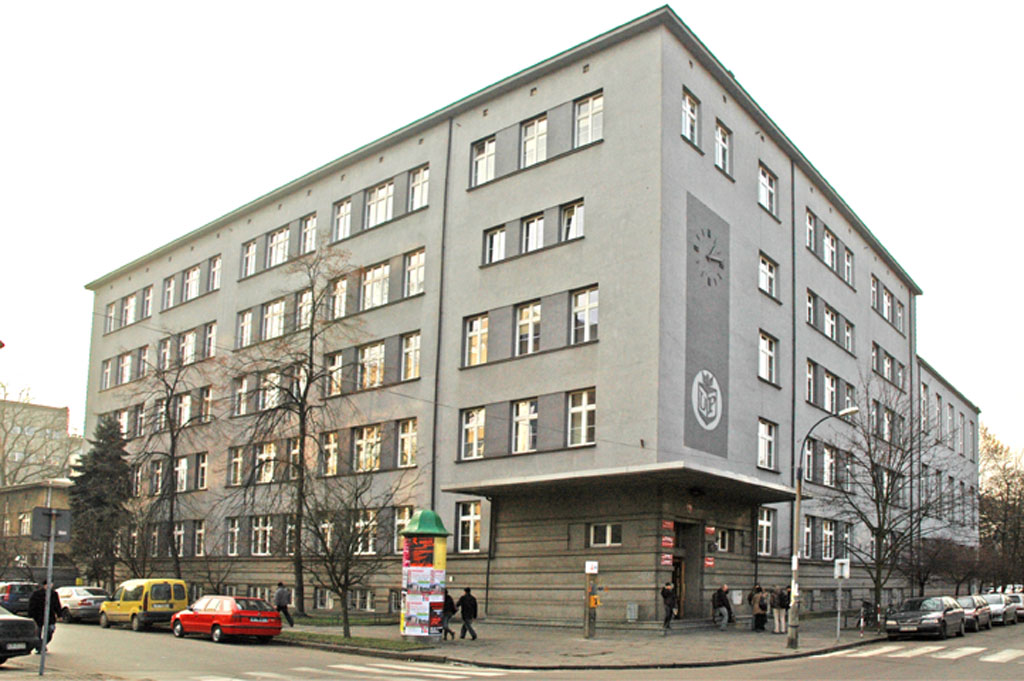
Навчальний корпус Педагогічного факультету

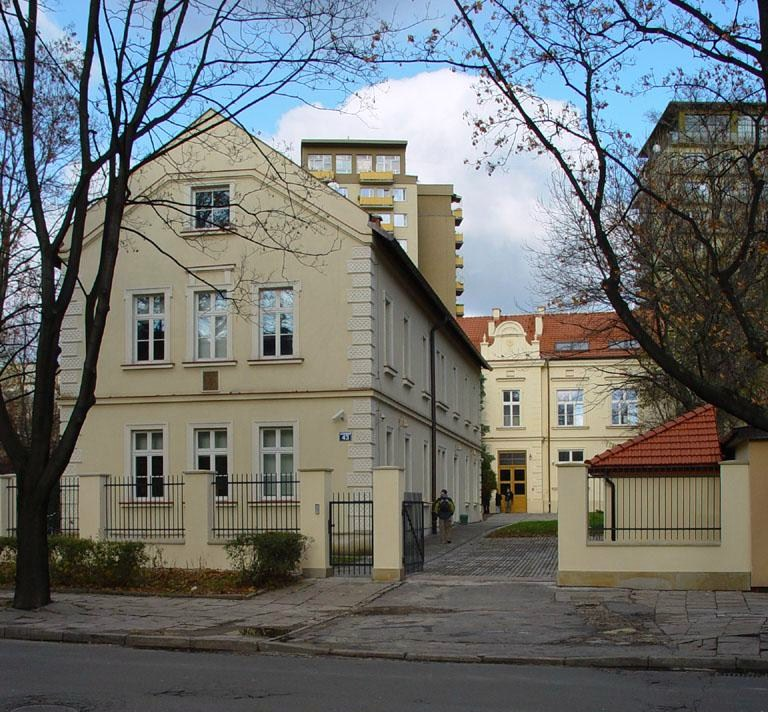
Комплекс Факультету образотворчого мистецтва

### Філологічний факультет
- Інститут польської філології
- Інститут інформатизації
- Інститут сучасного мовознавства

### Гуманітарний факультет
- Інститут філософії та соціології
- Інститут історії та архівістики

### Педагогічний факультет
- Інститут педагогічних наук
- Інститут дошкільної та шкільної педагогіки
- Інститут спеціальної педагогіки
- Інститут соціальної роботи
- Інститут безпеки та громадянської освіти
- Кафедра психології
- Центр підготовки вчителів (загальноуніверситетський підрозділ)

### Факультет політичних наук
- Інститут права, управління та економіки
- Інститут політології

### Географо-біологічний факультет
- Інститут біології
- Інститут географії

### Математико-фізико-технічний факультет
- Інститут математики
- Інститут фізики
- Інститут технічних наук
- Кафедра інформатики та комп'ютерних наук

### Мистецький факультет
- Інститут живопису
- Інститут графіки та дизайну
- Інститут теорії мистецтва та художньої освіти
- Кафедра мультимедійних технологій
- Кафедра інтермедійних технологій.

## Ректори
Перелік ректорів з початку заснування:
- Стефан Шуман (1946–1948)
- Станіслав Скальський (1948–1949)
- Казімеж Піварський (1949–1950)
- Зигмунд Мислаковський (1950–1956)
- Вінсентій Данек (1956–1971)
- Зенон Мошнер (1971–1975)
- Болеслав Фарон (1975–1980)
- Тадеуш Зентара (1980–1981)
- Зенон Мошнер (1981–1984)
- Мечислав Розмус (1984–1990)
- Зенон Урига (1990–1993)
- Фелікс Кірик (1993–1999)
- Міхал Шліва (Сліва; 1999–2005)
- Генрик Жалінський (2005–2008)
- Міхал Шліва (2008–2016)
- Казімеж Карольчак (з 2016).